# Михалево (Островский район)
Михалево — деревня в Островском районе Псковской области. Входит в состав Воронцовской волости.
Расположена в 40 км к юго-востоку от города Остров и в 12 км к юго-востоку от волостного центра, села Воронцово. Юго-восточнее находится деревня Гостены, западнее — Терегаево, юго-западнее — Юцы.
Численность населения деревни по состоянию на 2000 год составляет 1 житель.